# L'aixecament de la creu
L'elevació de la creu (també anomenat L'aixecament de la creu) és un tríptic pintat per l'artista flamenc Peter Paul Rubens, completat en 1610-1611.
Rubens va pintar L'Elevació de la Creu al seu retorn a Flandes després d'haver estat a Itàlia. L'obra mostra una clara influència del Renaixement italià i d'artistes Barrocs tals com Caravaggio, Tintoretto i Miquel Àngel. El panell central mostra la tensió existent entre la multitud d'homes musculosos tractant d'aixecar la creu i el pes aparentment insuportable de Crist en la creu.

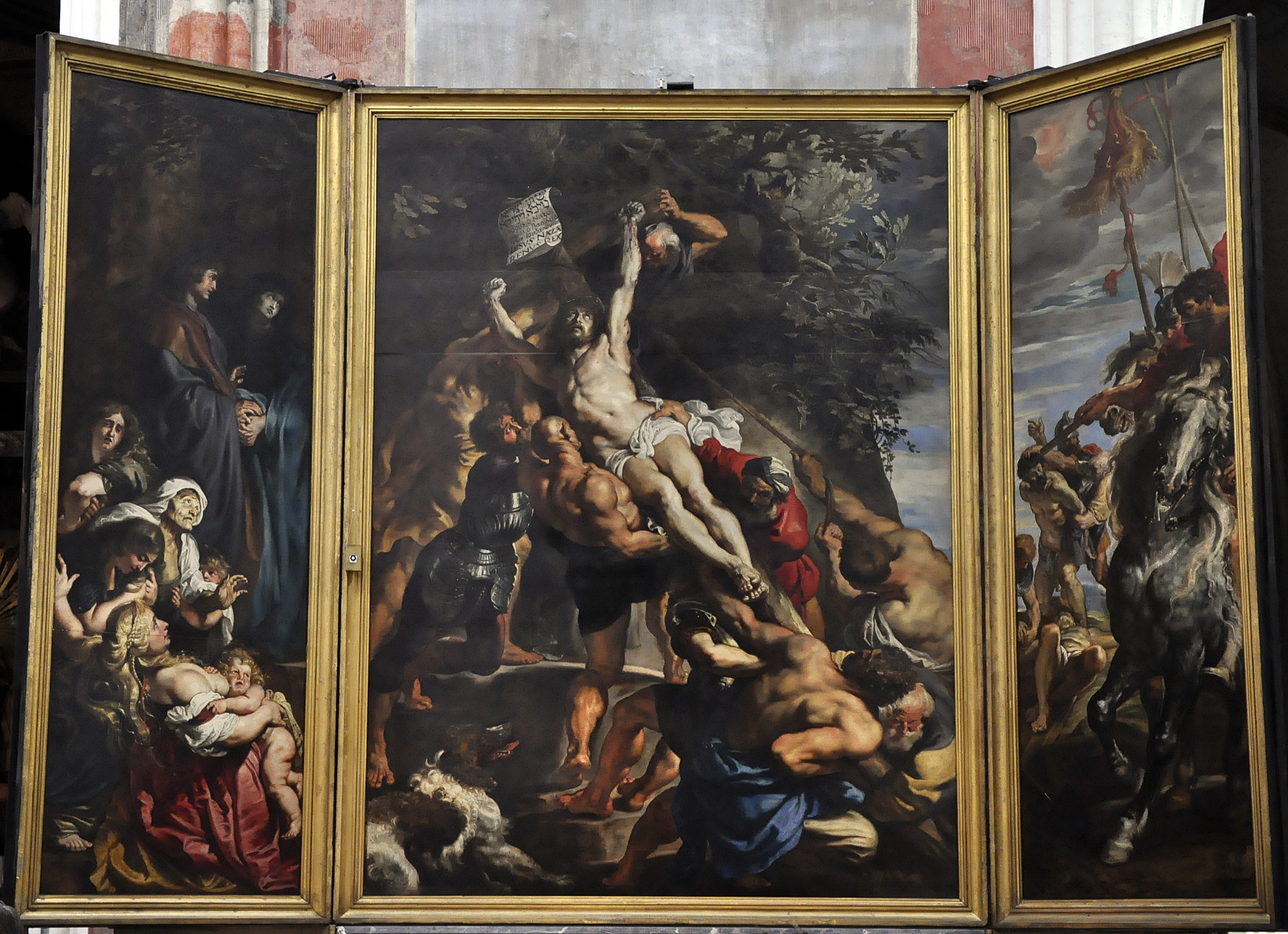
Vista completa del tríptic.

L'escorç de Miquel Àngel és evident en les contorsions dels homes que s'esforcen a col·locar les corretges. Crist talla el panell central en una diagonal, en un estil similar a l'Enterrament de Crist de Caravaggio, on tant el descens com l'ascens estan en joc en un moment clau. Moviment, espai i temps es mostren juntament amb la lluita per posar en posició vertical a Crist. Rubens utilitza el color dinàmic i el clarobscur amb valentia, un estil que va a ser més subtil amb el temps.
La pintura es localitza en la Catedral de Nostra Senyora a Anvers, Bèlgica, juntament amb altres obres de Rubens. Sota el regnat de Napoleó, l'emperador es va endur a París la pintura, juntament amb una altra obra de Rubens, El Davallament de la Creu. Les pintures van ser retornades a la catedral a la fi de 1800.